# Eumedonus zebra
Eumedonus zebra is een krabbensoort uit de familie van de Pilumnidae. De wetenschappelijke naam van de soort is voor het eerst geldig gepubliceerd in 1895 door Alcock.